# Gare de Vergèze - Codognan
La gare de Vergèze - Codognan est une gare ferroviaire française de la ligne de Tarascon à Sète-Ville, située sur le territoire de la commune de Vergèze, à proximité de Codognan, dans le département du Gard en région Occitanie. 
C'est une gare de la Société nationale des chemins de fer français (SNCF) desservie par des trains express régionaux TER Occitanie.

## Situation ferroviaire

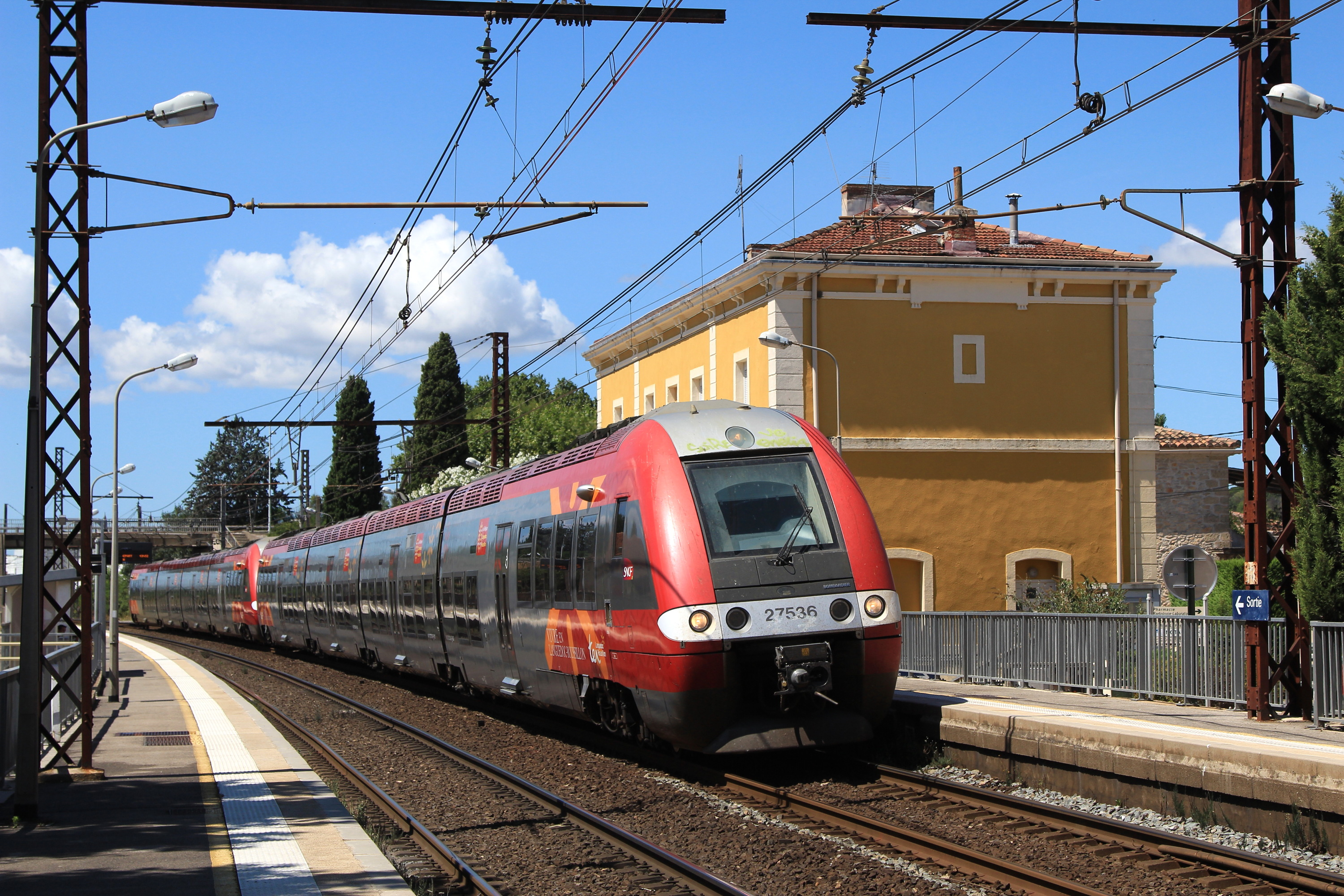
Un TER assuré par deux ZGC en gare.

Établie à 23 mètres d'altitude, la gare de Vergèze - Codognan est située au point kilométrique (PK) 43,423 de la ligne de Tarascon à Sète-Ville, entre les gares de Uchaud et d'Aigues-Vives.

## Fréquentation
De 2015 à 2023, selon les estimations de la SNCF, la fréquentation annuelle de la gare s'élève aux nombres indiqués dans le tableau ci-dessous :
| Année                           | 2015    | 2016    | 2017    | 2018    | 2019    | 2020    | 2021    | 2022    | 2023    |
| ------------------------------- | ------- | ------- | ------- | ------- | ------- | ------- | ------- | ------- | ------- |
| Voyageurs seuls                 | 212 990 | 221 370 | 247 436 | 218 204 | 243 949 | 204 051 | 315 649 | 401 842 | 456 695 |
| Voyageurs seuls + non voyageurs | 266 238 | 276 713 | 309 295 | 272 755 | 304 936 | 255 064 | 394 562 | 502 302 | 570 869 |

## Service des voyageurs

### Accueil
Gare SNCF, elle dispose d'un bâtiment voyageurs, avec guichet, ouvert du lundi au vendredi, fermé les samedis, dimanches et jours ferriés. Elle est équipée d'automates pour l'achat de titres de transport.

### Desserte
Vergèze - Codognan est desservie par des trains TER Occitanie qui effectuent des missions entre les gares : d'Avignon-Centre, ou de Nîmes, et de Narbonne.

### Intermodalité
Un parc pour les vélos et un parking pour les véhicules sont aménagés. 
La gare est desservie par les lignes 135, 136 et 137 du réseau régional liO. 